# Playa de Ea
La playa de Ea situada en el municipio vizcaíno de Ea, País Vasco (España), es una playa con arena.
Está ubicada en el casco urbano de Ea.

## Área
- Bajamar: 6.688 m²
- Pleamar: 2.800 m²